# クリスティナ・オナシス

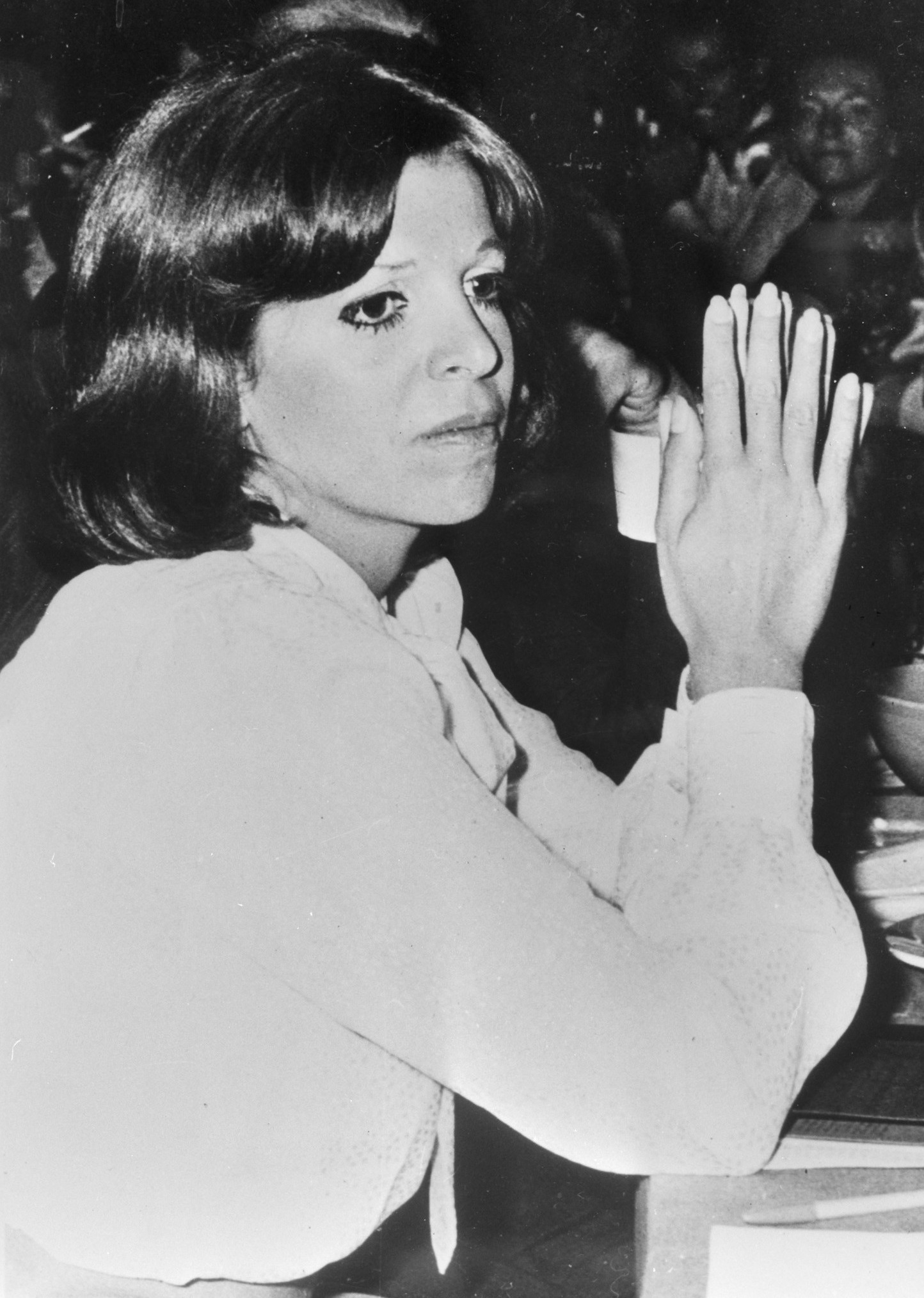
クリスティナ・オナシス, 1978

クリスティナ・オナシス（Χριστίνα Ωνάσης、Christina Onassis、1950年12月11日 - 1988年11月19日）は、海運王アリストテレス・オナシスとアシーナ・リバノスの娘。

## 来歴・人物

### 少女時代
ニューヨークに生まれる。両親は荒んだ結婚生活を送っており、多くのスキャンダル（その中には父親であるアリストテレス・オナシスがオペラ歌手マリア・カラスと関係を持ったことも含まれる）やいさかいがあり、ついには離婚にまで至ってしまった。17歳のときに彼女は鼻を削り、目の下の濃いくまを取り除く整形手術を行った。彼女はロンドンのクイーンズカレッジで教育を受けた。
1968年、父オナシスはジャクリーン・ケネディと再婚した。彼女はジャクリーンを嫌い、険悪な仲となった。ジャクリーンは単なる金目当てのゴールドディガーと考えられていたのだ。
クリスティナは24ヶ月の間に肉親をすべて失っている。1973年に兄アレクサンダーが飛行機事故で死亡し、それから間もなく母親が自殺した。後継者として期待していたアレクサンダー亡き後、父親の健康は急速に悪化し、1975年に亡くなっている。アレクサンダーの死から自らが世を去るまでの間、アリストテレスはクリスティナにオナシス帝国を経営するための訓練を施した。彼女はオナシス海運帝国の経営に携わるようになり、父の死後その事業を成功裏に経営した。

### 私生活
クリスティナは4回結婚したが、そのすべてが離婚に終わっている。最初の3人はジョゼフ・ボルカー、アレクサンドロス・アンドレアディスとSergei Kauzovである。最後に仏化学メーカールーセル・ユクラフの相続人ティエリー・ルーセルと結婚し、アシーナ・オナシス・デ・ミランダを授かった。クリスティナはルーセルがスウェーデン人モデルのMarianne "Gaby" Landhageと浮気し、彼女との間にもうけた二人の子供を養っていると知った。子供はどちらもクリスティナとの婚姻期間中に生まれている。

### 死
彼女はブエノスアイレス近郊のカントリークラブで肺水腫のため亡くなった。37歳没。娘アシーナを溺愛していた。クリスティナは死亡時、ギリシャ人の友人の兄と深い関係にあった。彼は結婚歴はなかった。
専門家は彼女の早世は常習的な処方薬の乱用と体重の急激な変化が遠因だとしている。その死は危険な痩身薬の服用によるものとも、過量の睡眠薬の服用によるものともいわれている。